# HV71 Dam
HV71 Dam i Jönköping i Sverige är ishockeyklubben HV71:s damsektion. Klubben har sina rötter i Jönköpings IF Queens, som bildades i mars 2002 och enbart hade ett damishockeylag.

## Historik
Jönköpings IF Queens deltog första gången i seriespel säsongen 2003/2004, och slutade då sist i Division 1 södra, medan man säsongen 2004/2005 slutade på tredje plats, efter att bland annat ha toppat serien. Säsongen 2005/2006 slutade man på tredje plats i damernas Division 1 A. Säsongen 2006/2007 förlorade man mot Örebro HK med 0–12 i första omgången i SM-slutspelet. Som Jönköpings IF Queens gjorde man sin sista säsong i Division 1 2007/2008.
Efter årsmötet den 12 april 2008 beslutades att klubben skulle upplösas och från tiden kring den 1 augusti samma år bli en del av HV71 ungdom, vid namn HV71 Queens, men med egen organisation. HV71 Queens övertog inför säsongen 2008/2009 Jönköpings IF Queens plats i Division 1.
Den 19 mars 2012 kvalificerade sig laget för Riksserien. I samband med uppflyttningen beslutade man sig för att frångå namnet "Queens" och spelar därmed numera som enbart HV71.
HV71 avslutade säsongen 2012/2013 av Riksserien på åttonde och sista plats med enbart tre inspelade poäng. I den efterföljande kvalserien placerade man sig på tredje plats och blev därmed degraderade för att åter ta plats i Division 1 Syd.
Efter att många spelare lämnat laget inför säsongen 2013/2014 började HV71 på nytt att bygga ett lag med målsättning att åter kvalificera sig för Riksserien. I Division 1 Syd gick man obesegrade genom de femton matcherna utan att förlora en enda poäng och gick därmed vidare till Allettan. HV71 fortsatte säsongen med en första plats även i Allettan mot de bästa lagen från övriga tre regionala Division 1-serier och kvalificerade sig tillsammans med SDE för spel i kvalserien. Tre förluster i kvalserien avslutade säsongen för HV71 som åter spelade i Division 1 Syd säsongen 2014/2015.
Säsongen 2016/2017 gick laget till SM-final mot Djurgårdens IF, och förlorade med 0–2 i matcher.
Säsongen 2019/2020 förlorade laget endast två matcher i grundserien som vanns med poängrekordet 99 inspelade poäng och 18 poängs marginal till tvåan Luleå HF. Man slog flertalet rekord, minst antal insläppta mål, flest gjorda mål, högs effektivitet i både powerplay och boxplay. Huvudtränare Lucas Frey sparkades i början av december under säsongen pga olämpliga relationer med spelare i laget, assisterande tränaren Joakim Engström tillsattes som huvudtränare i samband med det. I slutspelet vanns samtliga matcher inklusive finalmatch 1 på bortais på Luleå HF, innan Svenska Ishockeyförbundet timmarna innan finalmatch två i Jönköping ställde in resterande delar av finalserien pga symptom på Johanna Fällman och Sara Gran i Luleå, något som aldrig medicinskt testades eller bekräftades. Luleås huvudtränare Mikael Forsberg bekräftade dagen efter till NSD att inga fall av Covid-19 fanns i truppen. Finalserien återupptogs aldrig trots det utan ställningen 1-0 i matcher till HV71 kvarstod. HV71 hade vid den ställningen endast behövt vinna ytterligare en match till för att koras till svenska mästare. HV71 är således det enda laget i SDHL som aldrig förlorat en finalmatch mot Luleå/MSSK.  

## Arena
Laget spelade tidigare sina hemmamatcher i Smedjehov i Norrahammar, men sedan man uppgick i HV71 spelar man främst seriematcher i Husqvarna Garden.

## Nuvarande trupp
| Målvakter | Målvakter | Målvakter      | Målvakter | Målvakter | Målvakter | Målvakter    | Målvakter  | Målvakter | Målvakter |
| Nr        | Nat       | Spelare        | Längd     | Vikt      | L/R       | Född         | Födelseort | Kontrakt  |           |
| --------- | --------- | -------------- | --------- | --------- | --------- | ------------ | ---------- | --------- | --------- |
| 36        | Finland   | Anni Keisala   | 175       | 80        | L         | 5 april 1997 | Lojo       | 2024/2025 |           |
| 88        | Sverige   | Lina van Noort | 163       | 65        | L         | 23 juni 1998 | Vagnsunda  | 2023/2024 |           |

| Backar | Backar   | Backar            | Backar | Backar | Backar | Backar            | Backar     | Backar    | Backar |
| Nr     | Nat      | Spelare           | Längd  | Vikt   | L/R    | Född              | Födelseort | Kontrakt  |        |
| ------ | -------- | ----------------- | ------ | ------ | ------ | ----------------- | ---------- | --------- | ------ |
| 9      | Sverige  | Jenna Raunio      | 174    | 70     | R      | 24 september 2006 | Jönköping  | 2024/2025 |        |
| 15     | Sverige  | Thea Liodden      | 166    | 71     | L      | 4 september 2004  | Hällefors  | 2023/2024 |        |
| 16     | Sverige  | Kajsa Armborg     | 162    | 69     | L      | 29 juni 1998      | Örebro     | 2024/2025 |        |
| 19     | Tjeckien | Klára Seroiszková | 175    | 68     | L      | 25 januari 2001   | Karviná    | 2024/2025 |        |
| 20     | Sverige  | Emma Eriksson     | 173    | 75     | L      | 7 januari 1998    | Linköping  | 2023/2024 |        |
| 77     | Sverige  | Mira Jungåker     | 170    | 68     | R      | 22 juli 2005      | Jönköping  | -         |        |
| -      | Sverige  | Ella Lind         | 160    | 50     | R      | 15 april 2006     | Guangxi    | 2024/2025 |        |
| -      | Japan    | Kanami Seki       | 168    | 70     | L      | 23 juni 2000      | Hokkaido   | 2023/2024 |        |

| Forwards | Forwards | Forwards          | Forwards | Forwards | Forwards | Forwards         | Forwards    | Forwards  | Forwards |
| Nr       | Nat      | Spelare           | Längd    | Vikt     | L/R      | Född             | Födelseort  | Kontrakt  |          |
| -------- | -------- | ----------------- | -------- | -------- | -------- | ---------------- | ----------- | --------- | -------- |
| 8        | Sverige  | Hilda Svensson    | 167      | 64       | L        | 24 augusti 2006  | Oskarshamn  | -         |          |
| 10       | Norge    | Tea Løkke Nyberg  | 165      | 58       | L        | 11 november 2003 | Trondheim   | 2023/2024 |          |
| 12       | Sverige  | Eimear Leacy      | 158      | 58       | L        | 12 januari 2007  | Dublin      | -         |          |
| 17       | Sverige  | Aoife Leacy       | 168      | 66       | L        | 7 april 2003     | Dublin      | 2025/2026 |          |
| 21       | Sverige  | Amanda Andersson  | 174      | 63       | L        | 9 april 1998     | -           | 2023/2024 |          |
| 22       | Finland  | Suvi Käyhkö       | 168      | 66       | L        | 13 juni 1996     | Uleåborg    | 2023/2024 |          |
| 23       | Finland  | Sanni Hakala (C)  | 154      | 54       | L        | 31 oktober 1997  | Jyväskylä   | 2023/2024 |          |
| 72       | Finland  | Kiira Yrjänen     | 161      | 58       | L        | 2 januari 2002   | Riihimäki   | 2023/2024 |          |
| 78       | Sverige  | Elin Svensson     | 170      | 60       | L        | 1 augusti 2002   | Nässjö      | 2024/2025 |          |
| -        | Sverige  | Evelina Arvidsson | 169      | 67       | R        | 22 mars 2007     | Skellefteå  | 2025/2026 |          |
| -        | Finland  | Anni Montonen     | 169      | 60       | L        | 7 maj 2000       | Esbo        | 2023/2024 |          |
| -        | Finland  | Emmi Rakkolainen  | 176      | 62       | L        | 9 augusti 1996   | Helsingfors | 2023/2024 |          |

| Ledare  | Ledare            | Ledare                         | Ledare          | Ledare         | Ledare | Ledare |
| Nat     | Namn              | Roll                           | Född            | Födelseort     | Värvad |        |
| ------- | ----------------- | ------------------------------ | --------------- | -------------- | ------ | ------ |
| Sverige | Ulf Hall          | Huvudtränare                   | 26 mars 1960    | Stockholm      | 2023   |        |
| Sverige | Peter Hammarström | Assisterande tränare/sportchef | 23 mars 1969    | Stockholm      | 2021   |        |
| Sverige | Emil Karnatz      | Målvaktstränare                | 29 juli 1995    | Gävle          | 2021   |        |
| Kanada  | Kris Beech        | Spelarutvecklare               | 5 februari 1981 | Salmon Arm, BC | 2023   |        |

### Fotnoter
1. ↑  ”HV71 Queens klara för Riksserien”. Sveriges Radio P4 Jönköping. 19 mars 2012. http://sverigesradio.se/sida/artikel.aspx?programid=91&artikel=5024504. Läst 19 mars 2012.
2. ↑  ”Styrka ska inte vara hinder för HV71 dam”. Sveriges Radio. 20 juni 2012. http://sverigesradio.se/sida/artikel.aspx?programid=91&artikel=5160994. Läst 31 mars 2015.
3. ↑  Malin Fransson (18 mars 2017). ”Djurgården är svenska mästare”. Dagens nyheter. http://www.dn.se/sport/ishockey/djurgarden-ar-svenska-mastare/. Läst 18 mars 2017.